# Thymebatis pacifica
Thymebatis pacifica là một loài tò vò trong họ Ichneumonidae.